# Zeleni vir
Zeleni vir je výletní místo a přírodních rezervace v Přímořsko-gorskokotarské župě poblíž obce Skrad v Chorvatsku.

## Historie
Místo ležící v nadmořské výšce 302 metrů bylo prohlášeno za rezervaci v roce 1962. Je zde několik turistických a horských tras.
V rezervaci se dále nachází 800 metrů dlouhý úzký kaňon Vražji prolaz (Čertova soutěska) a jeskyně Muževa hižica.
V roce 1921 postavil stavební podnikatel Josip Lončarić na potoce Zeleni vir malou vodní elektrárnu stejného jména, která tehdy zásobovala elektřinou celý Gorski Kotar. 